# Зайцево (Раздольненский район)
За́йцево (до 1948 года Куда́ш; укр. Зайцеве, крымскотат. Qudaş, Къудаш) — исчезнувшее село в Раздольненском районе Республики Крым, располагавшееся на западе района, у самой границы с Черноморским, в степной части Крыма, примерно в 2,5 километрах южнее современного села Котовское.

### Динамика численности населения
| - 1806 год — 36 чел. - 1892 год — 0 чел. - 1900 год — 25 чел. | - 1915 год — 50/5 чел. - 1926 год — 85 чел. |

## История
Первое документальное упоминание села встречается в Камеральном Описании Крыма… 1784 года, судя по которому, в последний период Крымского ханства Кодаши входил в Мангытский кадылык Козловского каймаканства. После присоединения Крыма к России (8) 19 апреля 1783 года, (8) 19 февраля 1784 года, именным указом Екатерины II сенату, на территории бывшего Крымского ханства была образована Таврическая область и деревня была приписана к Евпаторийскому уезду. После павловских реформ, с 1796 по 1802 год входила в Акмечетский уезд Новороссийской губернии. По новому административному делению, после создания 8 (20) октября 1802 года Таврической губернии, Кудаш был включён в состав Яшпетской волости Евпаторийского уезда.
По Ведомости о волостях и селениях, в Евпаторийском уезде… от 19 апреля 1806 года, в деревне Кудаш числилось 7 дворов и 36 жителей крымских татар, земли принадлежали жителям и помещику Батыр-мурзе. На военно-топографической карте генерал-майора Мухина 1817 года деревня Кодаш обозначена с 6 дворами. На карте 1836 года в деревне 3 двора, а на карте 1842 года обозначены уже развалины деревни Кудаш.
В 1860-х годах, после земской реформы Александра II, деревню приписали к Курман-Аджинской волости, но на трехверстовой карте 1865—1876 года обозначены развалины деревни Кудаш и господский дом Кудаш без указания числа дворов. Согласно «…Памятной книжке Таврической губернии на 1892 год», в Отузский участок входила экономия Кудаш, без жителей и домохозяйств.
Земская реформа 1890-х годов в Евпаторийском уезде прошла после 1892 года, в результате Кудаш приписали к Агайской волости. Согласно энциклопедическому словарю «Немцы России» в 1895 году крымскими немцами лютеранами, на 1000 десятинах земли было основано новое поселение. По «…Памятной книжке Таврической губернии на 1900 год» в усадьбе Кудаш числилось 25 жителей в 1 дворе, в 1905 году — 40 человек. На 1914 год в селении находился медицинский участок с фельдшером. По Статистическому справочнику Таврической губернии. Ч.II-я. Статистический очерк, выпуск пятый Евпаторийский уезд, 1915 год, в деревне Кудаш Агайской волости Евпаторийского уезда числилось 7 дворов с немецким населением в количестве 50 человек приписных жителей и 5 — «посторонних», из которых 27 мужчин и 28 женщин. Жители владели 651 десятинами удобной земли. В хозяйствах имелось 78 лошадей, 14 волов, 12 коров и 45 голов мелкого скота.
После установления в Крыму Советской власти, по постановлению Крымревкома от 8 января 1921 года № 206 «Об изменении административных границ» была упразднена волостная система и село вошло в состав Бакальского района Евпаторийского уезда, а в 1922 году уезды получили название округов. 11 октября 1923 года, согласно постановлению ВЦИК, в административное деление Крымской АССР были внесены изменения, в результате которых округа были отменены, Бакальский район упразднён и село вошло в состав Евпаторийского района. Согласно Списку населённых пунктов Крымской АССР по Всесоюзной переписи 17 декабря 1926 года, в селе Кудаш, в составе упразднённого к 1940 году Киргиз-Казацкого сельсовета Евпаторийского района, числилось 12 дворов, все крестьянские, население составляло 85 человек, из них 74 немца, 8 русских и 3 татар. После создания 15 сентября 1931 года Фрайдорфского (переименованного в 1944 году в Новосёловский) еврейского национального района Кармыш включили в его состав, а после создания в 1935 году Ак-Шеихского района (переименованного в 1944 году в Раздольненский) включили в состав нового.
Вскоре после начала Великой Отечественной войны, 18 августа 1941 года крымские немцы были выселены, сначала в Ставропольский край, а затем в Сибирь и северный Казахстан. С 25 июня 1946 года Кудаш в составе Крымской области РСФСР. Указом Президиума Верховного Совета РСФСР от 18 мая 1948 года, Кудаш переименовали в Зайцево. 26 апреля 1954 года Крымская область была передана из состава РСФСР в состав УССР. Ликвидировано до 1960 года, поскольку в «Справочнике административно-территориального деления Крымской области на 15 июня 1960 года» селение уже не значилось (согласно справочнику «Крымская область. Административно-территориальное деление на 1 января 1968 года» — в период с 1954 по 1968 годы, как посёлок Славновского сельсовета).